# Google Patents
Google Patents（グーグルパテント）は、Googleが提供する特許文献の検索サービスである。

## 概要
以下の17ヶ国・機関が発行した特許文献を、特許権者、発明者、名称、特許番号、出願日、発効日から無料で検索することができる。
- サービス開始当初から
  - 米国（米国特許商標庁（USPTO））
- 2012年8月に追加[3]
  - 欧州特許庁(EPO)
- 2013年9月に追加[4]
  - 中国（中華人民共和国国家知識産権局(SIPO)）
  - ドイツ（ドイツ特許商標庁(DPMA)）
  - カナダ（カナダ知的財産局(CIPO)）
  - 世界知的所有権機関(WIPO)
- 2016年8月に追加[5]
  - 日本（日本国特許庁(JPO)）
  - 大韓民国（大韓民国特許庁(KIPO)）
  - イギリス（イギリス知的財産庁(UKPO)）
  - スペイン
  - フランス
  - ベルギー
  - ロシア（ロシア特許庁）
  - オランダ（オランダ特許庁）
  - フィンランド
  - デンマーク
  - ルクセンブルク

### 沿革
2006年12月13日にGoogle Patent Searchとして米国特許文献を対象にベータ版のサービスが開始された。
2012年8月にはEPO文献を対象に加えるとともに、Prior Art Finder（先行技術ファインダー）が追加された。2013年9月には、中国、カナダ、ドイツ、世界知的所有権機関(WIPO)の4ヶ国・機関の文献が追加された。
2015年7月には新バージョンがリリースされているが、旧バージョンも引き続き利用可能である。
2016年8月には、日本、大韓民国、イギリス、スペイン、フランス、ベルギー、ロシア、オランダ、フィンランド、デンマーク、ルクセンブルクの10ヶ国の文献が追加された。

## 特徴
特許文献の無料検索サービスは、Google以外にも、各国の特許庁などによって無料検索サービスが行われており、例えば、日本の文献は独立行政法人工業所有権情報・研修館が提供する特許情報プラットフォーム（J-PlatPat）などで、欧州の文献は欧州特許庁が提供するEspacenetなどで、それぞれ無料検索が可能である。
しかし、Google Patentsと各国特許庁などのサービスとでは、提供される機能は異なっており、たとえば、米国特許商標庁のサービスでは、提供されるデータはイメージデータ（TIFF形式）のみで、1975年以前の古い年代の文献は全文検索することができない。これに対して、Googleでは、米国特許商標庁のデータを利用しつつ、Google ブックス（Google Book Search）と同様の技術を用いて、約700万件以上に及ぶ全文献を光学文字認識でコードデータ化し、全文検索を可能にしているのが特徴である。検索した文献は、テキスト・データまたはPNG形式で閲覧でき、PDF形式でファイルをダウンロードすることも可能である。なお、米国特許商標庁の特許文献はパブリックドメインに属するため、著作権の問題は発生しない。